# Nesovinsonia
Nesovinsonia là một chi bọ cánh cứng thuộc họ Scarabaeidae.